# Alaa Ali Mhawi
Alaa Ali Mhawi (arab. علاء علي مهاوي; ur. 3 czerwca 1996 w Bagdadzie) – iracki piłkarz grający na pozycji prawego obrońcy. Od 2018 jest zawodnikiem klubu Al-Shorta Bagdad.

## Kariera piłkarska
Swoją karierę piłkarską Mhawi rozpoczął w klubie Al-Kahraba FC, w którym w 2012 roku zadebiutował w pierwszej lidze irackiej. W 2015 roku przeszedł do Al-Zawraa. W sezonie 2015/2016 wywalczył z nim tytuł mistrza Iraku. Z kolei w sezonie 2016/2017 zdobył z nim Puchar Iraku.
W 2017 roku Mhawi trafił do saudyjskiego Al-Batin FC. W 2018 wrócił do Iraku i został zawodnikiem klubu Al-Shorta Bagdad.

## Kariera reprezentacyjna
W reprezentacji Iraku Mhawi zadebiutował 14 sierpnia 2016 w przegranym 0:1 towarzyskim meczu z Koreą Północną. W 2016 roku został powołany do kadry na Igrzyska Olimpijskie w Rio de Janeiro, a w 2019 na Puchar Azji 2019.